# 亮叶栒子
亮叶栒子（学名：Cotoneaster nitidifolius）是蔷薇科栒子属的植物，为中国的特有植物。分布于中国大陆的云南、四川等地，生长于海拔1,500米至2,000米的地区，常生于杂木林中或林缘，目前尚未由人工引种栽培。